# Viettesia bella
Viettesia bella är en fjärilsart som beskrevs av De Toulgoët 1959. Viettesia bella ingår i släktet Viettesia och familjen björnspinnare. Inga underarter finns listade i Catalogue of Life.